# Elbe (Basse-Saxe)
Pour les articles homonymes, voir Elbe.
Elbe est une municipalité allemande du land de Basse-Saxe et de l’arrondissement de Wolfenbüttel.